# Flée (Sarthe)
Flée é uma comuna francesa na região administrativa do País do Loire, no departamento de Sarthe. Estende-se por uma área de 17.54 km². Em 2010 a comuna tinha 549 habitantes (densidade: 31,3 hab./km²).